# Bruno Böning
Bruno Heinrich Böning (* 19. September 1889; † nach 1945) war ein deutscher Schauspieler.

## Leben
Böning war u. a. als Schauspieler am Mecklenburgisches Staatstheater in Schwerin tätig, bevor er 1914 an das Nationaltheater nach Weimar wechselte, wo er später zum Kammerschauspieler ernannt wurde. Er wurde spätestens 1936 Landesleiter des Gaues Halle-Merseburg der Reichstheaterkammer, zeitweilig auch Bezirksobmann genannt. Als Landesleiter war er zuständig für die Theater in Altenburg, Dessau, Eisenach, Erfurt, Gera, Gotha, Halle (Saale), Halberstadt, Köthen, Magdeburg, Mühlhausen/Thüringen, Nordhausen, Rudolstadt, Bad Salzungen, Sondershausen, Stendal, Thale und Weimar.
Am 19. September 1939 feierte Böning am Nationaltheater in Weimar sein dortiges 25-jähriges Bühnenjubiläum und gleichzeitig seinen 50. Geburtstag. Er trat bei Gastspielen u. a. auch in Jena und Meiningen auf.
Sein am 24. Januar 1924 in Meiningen geborener Sohn starb 1943 bei einem Flugzeugabsturz bei Neuhausen auf den Fildern.